# Sylvia Simonet
Sylvia Simonet (Salto, Uruguay, 1936) es una escritora salteña.

## Biografía
Silvia nace en Salto. Cursa Licenciatura de Lengua y Literatura Inglesa en la Facultad de Humanidades de Montevideo. Escribe cuento corto, poesía, ensayo. Recibe premios y distinciones en Uruguay como en Argentina, Brasil, España e Italia. 
Colabora en publicaciones como diarios, revistas, boletines y sitios de internet. Ha sido jurado de concursos literarios y ha asistido a simposios 

## Obra

### Poesía
- Poemario, Los meses australes y otros haikus (2004).
- Retorno a la casa natal
- Partida
- El milagro de la palabra
- Elegía

### Narrativa
- El espejo biselado (1993); conjunto de cuentos cortos.
- Nina-Minina (2002); narraciones para niños.
- El Gramillal Transfigurado; Colección Timón, Narradores Uruguayos, Botella al Mar (2010.
- Cuentos con duende´.

Participa como integrante de ediciones colectivas:
- "Uruguay Narrativa", ediciones A.E.D.I., Montevideo (1989).
- "Uruguay Poesía", ediciones A.E.D.I., Montevideo (1990).
- "La mujer en palabras de mujer", ediciones "La República",  Montevideo (1990).
- "El cuento y los cuentacuentos", ediciones A.U.L.I., Montevideo (1997).
- "Desde Perú y Uruguay: cuentos y poemas para niños", coedición biblioteca Nacional del Perú y A.U.L.I., Lima (1998).
- "Gira-rima", edición Concultura, El Salvador (2002).
- "Memoria de las manos", ediciones A.U.L.I., Montevideo (2002).
- "Andersen: versiones y conversiones", ediciones A.U.L.I., Montevideo (2005).

## Distinciones
- 1987, Montevideo, Premio III Concurso de Cuentos Melvin Jones.
- 1990, Madrid, España, Primer Accésit en el XIV Concurso de Cuentos Bustarviejo.
- 1992, San José, Uruguay, Gran Premio en el Concurso de Prosa del Diario Los Principios.
- 1998, Montevideo, Uruguay, Primer Premio categoría Ensayo en el XX Concurso Dr. Alberto Manini Ríos,
- 2000 y 2002, Montevideo, Uruguay, Primer Premio en el VII y IX Concurso de Artículos sobre el Antiguo Egipto de la Sociedad Uruguaya de Egiptología.
- 2002, Tonnarella, Messina, Italia, Primer Premio en el Certamen de Poesía Rocco Certo, sección Uruguay.